# Recht in de ogen
"Recht in de ogen" is een nummer van de Nederlandse band De Dijk. Het verscheen op hun album Later is nu uit 2005. Op 27 augustus van dat jaar werd het uitgebracht als de eerste single van het album.

## Achtergrond
De tekst van "Recht in de ogen" is geschreven door zanger Huub van der Lubbe, terwijl de muziek is geschreven door drummer Antonie Broek en gitarist Nico Arzbach. Het is geproduceerd door Broek en gitarist JB Meijers. In het nummer wordt beschreven hoe er een aantal slechte mensen op de wereld zijn, maar hoe het overgrote deel van de bevolking wel begrijpen hoe er met anderen moet worden omgegaan. Het werd uitgebracht als de eerste track op en de eerste single van het album Later is nu. Het werd geen groot succes: het kwam in Nederland enkel tot plaats 49 in de Single Top 100. Desondanks bleek het een populair nummer en stond het tussen 2005 en 2008 jaarlijks genoteerd in de NPO Radio 2 Top 2000. In 2015 werd het gezongen in The Passion door Jon van Eerd, die de rol van Pilatus vertolkte.

## Hitnoteringen

### Single Top 100
| Hitnotering week 1 t/m 2: 03-09-2005 t/m 10-09-2005 Hitnotering week 3: 24-09-2005 Hitnotering week 4: 08-10-2005 | Hitnotering week 1 t/m 2: 03-09-2005 t/m 10-09-2005 Hitnotering week 3: 24-09-2005 Hitnotering week 4: 08-10-2005 | Hitnotering week 1 t/m 2: 03-09-2005 t/m 10-09-2005 Hitnotering week 3: 24-09-2005 Hitnotering week 4: 08-10-2005 | Hitnotering week 1 t/m 2: 03-09-2005 t/m 10-09-2005 Hitnotering week 3: 24-09-2005 Hitnotering week 4: 08-10-2005 | Hitnotering week 1 t/m 2: 03-09-2005 t/m 10-09-2005 Hitnotering week 3: 24-09-2005 Hitnotering week 4: 08-10-2005 | Hitnotering week 1 t/m 2: 03-09-2005 t/m 10-09-2005 Hitnotering week 3: 24-09-2005 Hitnotering week 4: 08-10-2005 | Hitnotering week 1 t/m 2: 03-09-2005 t/m 10-09-2005 Hitnotering week 3: 24-09-2005 Hitnotering week 4: 08-10-2005 | Hitnotering week 1 t/m 2: 03-09-2005 t/m 10-09-2005 Hitnotering week 3: 24-09-2005 Hitnotering week 4: 08-10-2005 |
| Week | 1 | 2 | | 3 | | 4 | |
| --- | --- | --- | --- | --- | --- | --- | --- |
| Nummer | 49 | 55 | uit | 96 | uit | 96 | uit |

### NPO Radio 2 Top 2000
| Nummer met noteringen in de NPO Radio 2 Top 2000 | '05 | '06 | '07  | '08  |
| ------------------------------------------------ | --- | --- | ---- | ---- |
| Recht in de ogen                                 | 331 | 859 | 1517 | 1183 |

1. ↑  Een vetgedrukt getal geeft de hoogste notering aan.
2. ↑  2005 was het eerste jaar met een notering voor dit nummer.
3. ↑  Deze tabel is bijgewerkt tot en met de laatste editie (2024).